# Hermidio Barrantes
Hermidio Barrantes Cascante (Puntarenas, 2 de setembro de 1964) é um ex-futebolista costarriquenho que atuava como goleiro.

## Carreira
Em clubes, jogou por Puntarenas FC, Herediano, Cartaginés, Santa Bárbara, Saprissa e Limonense, onde se aposentou em 2002, aos 37 anos. No total, foram 396 partidas pela primeira divisão nacional.
Tendo feito sua estreia num amistoso em 1989 contra a Polônia, Barrantes fez parte do elenco da Seleção Costarriquenha de Futebol na Copa do Mundo de 1990.[carece de fontes?] Na competição, foi reserva de Luis Gabelo Conejo e disputou um jogo, contra a Tchecoslováquia, na primeira fase, após o titular sofrer uma lesão. Sua atuação neste jogo foi criticada pelos torcedores, que chegaram a ameaçar o goleiro de morte na volta da seleção ao país.
Ainda participou da Copa América de 1997 (2 partidas) e na Copa Ouro da CONCACAF de 2000 (também atuou 2 vezes), sua última competição como jogador dos Ticos, onde disputou 38 jogos e venceu 2 edições da Copa Centroamericana (1991 e 1997).

## Títulos
Puntarenas FC
- Primera División de Costa Rica: 1986–87

Herediano
- Primera División de Costa Rica: 1992–93

Cartaginés
- Liga dos Campeões da CONCACAF: 1994

Saprissa
- Copa Interclubes da UNCAF: 1998

Costa Rica
- Copa Centroamericana: 1991 e 1997